# Leirvíkar kommuna
Leirvíkar kommuna is een voormalige gemeente in het oosten van het eiland Eysturoy, op de Faeröer. De gemeente is op 1 januari 2009 opgeheven en samen met de aangrenzende Gøtu kommuna opgegaan in de nieuwgevormde gemeente Eysturkommuna. De gemeente omvatte slechts de plaats Leirvík.